# Vrtni zvjezdan
Vrtni zvjezdan  (lat. Callistephus), monotipski biljni rod iz porodice glavočika s jednom istoimenom vrstom (C. chinensis). Podrijetlom je iz Kine ali je danas uvezena u mnoge države Europe i Azije.  
Jednogodišnja je biljka s mnogo kultivara. Uzgaja se i u Hrvatskoj, gdje je poznata pod raznim nazivima: zviezdica, ficeka, jesenka, katarinka, ljetni zvjezdan i vrtni zvjezdan.